# 伊号第百七十一潜水艦
伊号第百七十一潜水艦（いごうだいひゃくななじゅういちせんすいかん）は、日本海軍の潜水艦。伊百六十八型潜水艦（海大VI型a）の4番艦。竣工時の艦名は伊号第七十一潜水艦（いごうだいななじゅういちせんすいかん）。

## 艦歴
- 1933年（昭和8年）2月15日 - 川崎造船所で起工。
- 1934年（昭和9年）8月25日 - 進水
- 1935年（昭和10年）12月24日 - 竣工。呉鎮守府籍。
- 1937年（昭和12年）1月7日 - 伊72、伊73と共に第20潜水隊を編成[1][2]。
- 1938年（昭和13年）6月1日 - 艦型名を伊六十八型に改正[3]。
- 1939年（昭和14年）10月10日 - 予備艦となる[2]。
- 1940年（昭和15年）10月11日 - 横浜港沖で行われた紀元二千六百年特別観艦式に参加[4]。
- 1941年（昭和16年）11月11日 - 第3潜水戦隊第20潜水隊に属し、佐伯を出航[1]。
  - 11月20日 - クェゼリン着[1]。
  - 11月23日 - クェゼリンを出航しハワイ作戦に参戦[1]。
  - 12月22日 - ジョンストン島を砲撃[1]。
- 1942年（昭和17年）1月12日 - クェゼリンを出航しハワイ方面散開線につく[1]。
  - 1月29日日没 - マウイ島西方2浬地点付近で、カフルイからヒロへ向かっていた輸送船団を攻撃し、米軍兵士を乗せて航行中の米貨客船ジェネラル・ロイヤル・T・フランク（General Royal T. Frank、622トン）を雷撃。魚雷が命中した同船は爆発し、30秒で沈没した。
  - 2月16日 - クェゼリンを出航し、米機動部隊のラバウル攻撃を受けウェーキ東方海面へ退避[1]。
  - 3月6日 - 呉入港[1][2]。
  - 4月15日 - 呉を出港。ウェーキ方面散開線につく[1]。
  - 5月20日 - 伊号第百七十一潜水艦に改名。
  - 5月24日 - ミッドウェー海戦に参加[1]。
  - 7月8日 - クェゼリンを出航しサモア方面で活動[1]。
  - 7月29日 - トゥトゥイラ島近海で商船を雷撃するも、命中せず。
  - 8月17日 - トラックを出航。24日、呉に入港し、修理を実施[1]。
- 1943年（昭和18年）2月15日 - キスカ島輸送に従事のため呉を出港[1]。
  - 2月26日 - キスカに到着[1]。
  - 3月22日 - 幌筵島を出航し散開線につく[1]。
  - 4月6日 - 横須賀入港[1]。
  - 5月21日 - 横須賀を出航。キスカ輸送に従事[1]。
  - 6月26日 - 幌筵島を出航し、アムチトカ島南方で活動[1]。
  - 8月5日 - 幌筵島を出航し、10日、呉入港[1]。
  - 9月17日 - 呉を出港[1]。
  - 9月25日 - トラックに到着[1]。
  - 10月7日 - トラックを出航し、ニューヘブライズ方面で活動[1]。
- 1944年（昭和19年）1月9日 - トラックを出航し、13日、ラバウル着[1]。
  - 1月22日 - ニューギニア、ガリ島に物資を揚陸[5]。
  - 1月30日 - ラバウルを出航し、ブカ島の輸送任務に就く[2]。
  - 2月1日 - ブカ島南西で米駆逐艦「ハドソン（英語版）」、「ゲスト（英語版）」の爆雷攻撃を受け戦没。島田艦長以下91名全員が戦死[2]。
  - 3月12日 - ブカ島方面で亡失と認定[6]。

撃沈総数1隻、撃沈トン数622トン。

## 歴代艦長
※『艦長たちの軍艦史』434-435頁及び『官報』による。

### 艤装員長
- 水口兵衛 少佐：1935年2月15日[7] -

### 艦長
- 水口兵衛 中佐：1935年12月24日 - 1936年6月30日[8]
- 永井宏明 少佐：1936年6月30日 - 1937年7月31日[9]
- 小泉騏一 少佐：1937年7月31日 - 1938年3月19日[10]
- 楢原省吾 少佐：1938年3月19日 - 1938年7月30日
- 堀武雄 少佐：1938年7月30日 - 1941年7月31日[11]
- 川崎睦郎 少佐：1941年7月31日 -
- 小林茂男 少佐：1942年7月5日 -
- 島田武夫 少佐：1943年8月30日 - 1944年2月1日戦死